# 和歌山市立加太中学校
和歌山市立加太中学校（わかやましりつ かだちゅうがっこう）は、和歌山県和歌山市にある公立中学校。

## 沿革
- 1947年（昭和22年）4月1日 - 加太町立加太小学校（現・和歌山市立）に併設する形で、加太町立加太中学校が開校。
- 1947年（昭和22年）11月26日 - 旧陸軍深山兵舎を改装した校舎へ移転。
- 1952年（昭和27年）11月4日 - 現在地へ移転。
- 1958年（昭和33年）7月1日 - 海草郡加太町が和歌山市へ編入されたのに伴い、和歌山市立加太中学校と改称。
- 1978年（昭和53年）2月11日 - 新校舎が落成。
- 1994年（平成6年）5月18日 - 加太幼稚園・加太小学校との共同プールが竣工。

## 通学区域
- 和歌山市立加太小学校の校区

## 周辺
- 和歌山市加太支所
- 和歌山市立加太小学校
- 和歌山市立加太幼稚園
- 加太郵便局
- 堤川

## アクセス
- 南海加太線加太駅から西へ300m
- 和歌山県道7号粉河加太線沿い

## 通学区域が隣接している学校
- 和歌山市立西脇中学校
- （大阪府）岬町立岬中学校